# Henryk Bull
Henrik Johan Bull (13 de Outubro de 1844 – 1 de Junho de 1930 ) foi um empresário norueguês ligado à construção naval. Henry Bull foi um dos primeiros pioneiros na exploração da Antárctida. Em 1885 emigrou com a sua mulher para Melbourne, Austrália, e ficando a conhecer a possibilidade de caçar baleias na Antárctida.
A trabalhar numa empresa de navegação marítima, tentou convencer o capitão Svend Foyn a organizar uma expedição para saber da possibilidade da pesca baleeira nos mares daquela região. A 20 de Setembro de 1893, parte de Tonsberg a bordo do Antarctic.  Em 24 de Janeiro de 1895, entra no mar de Ross sendo o primeiro homem a desembarcar pela primeira vez em cabo Adare de acordo com os relatos da época.